# Gunman Clive
Gunman Clive ist ein Jump-’n’-Run-Computerspiel, das von dem schwedischen Indie-Entwicklerstudio Hörberg Productions entwickelt und erstmals am 2. April 2012 für den Google Play Store auf Android und am 20. April 2012 für den App Store auf iOS veröffentlicht wurde. Am 2. Mai 2012 wurde das Spiel für Steam auf Microsoft Windows und am 20. Dezember 2012 für den europäischen, am 3. Januar 2013 für den nordamerikanischen und am 22. Mai 2013 für den japanischen Nintendo eShop des Nintendo 3DS portiert. Das Spiel ist auch auf der Wii U und Nintendo Switch in der Gunman Clive HD Collection spielbar, die zusätzlich den Nachfolger des Spiels, Gunman Clive 2, enthält. Die HD Collection wurde, wie bereits Gunman Clive, in Japan von Flyhigh Works und in anderen Ländern von Hörberg Productions herausgegeben.

## Handlung
Das Spiel spielt im 19. Jahrhundert. Zu Beginn des Spiels entführt eine Gruppe von Banditen je nach ausgewähltem Charakter entweder die Tochter von Bürgermeister Johnson, Ms. Jonhson, oder Gunman Clive und verbreitet Chaos über das Land. Gunman Clives bzw. Ms. Johnsons Aufgabe ist es nun, Ms. Johnson bzw. Gunman Clive zu retten und die Ordnung im Westen wiederherzustellen.

## Spielprinzip und Technik
Zu Beginn des Spiels kann der Spieler zwischen zwei verschiedenen Charakteren wählen: Gunman Clive, einem Cowboy, der springen und schießen kann und Ms. Johnson, der Tochter des Bürgermeisters der Stadt, in der das Spiel spielt, die sich langsamer bewegt und in der Luft beim Schießen kurz einfriert.  Nach Beendigung des Spiels wird ein geheimer Charakter, eine Ente, freigeschaltet.
Das Spiel enthält 20 Level, die allesamt im Western angesiedelt sind und unterschiedliche Gegner und Bossgegner enthalten. Wird der Spieler von einem Gegner getroffen, verringert sich die Länge der Leiste der Lebensanzeige des Spielers. Gegner werden eliminiert, indem der Spieler auf sie schießt. Manchmal spawnt, nachdem man einen Gegner getötet hat, ein Tortenstück (geben dem Spieler ein wenig Gesundheit zurück), eine Torte (vollständige Reanimation des Spielers) oder eines von vielen Waffenupgrades, die nach erneutem gegnerischen Treffer wieder verloren werden.
Das Spiel basiert auf einer Custom-Engine, ist in C++ geschrieben und ist – abgesehen von den Gegnern und ein paar wenigen Elementen optischer Natur – vollkommen in Beige gehalten. Die Hinter- und Vordergründe haben einen Animationsstil, der optisch einer Skizze ähnelt.
Der Spieler kann im Spiel zwischen den drei Schwierigkeitsgraden "Easy", "Normal" und "Hard" wählen. Diese Unterscheiden sich jedoch nur bei der Länge der Leiste der Lebensanzeige und dem Ort, an dem der Spieler nach einem Fall in einem Abgrund respawnt (auf "Easy" spawnt der Spieler bei der Stelle, bei der er fiel und verliert lediglich etwas der Lebensanzeige, während er auf "Normal" und "Hard" das Level neuanfangen muss).

## Rezeption
Gunman Clive erhielt hauptsächlich positive Bewertungen von verschiedenen Fachmagazinen. Auf der Website Metacritic, die Bewertungen aggregiert, erhielt die Nintendo-3DS-Version Spiels, basierend auf 10 Bewertungen, einen Metascore von 82 %. Das deutschsprachige Computerspielmagazin ntower bewertete sowohl Gunman Clive als auch die Gunman Clive HD Collection mit 9 von insgesamt 10 möglichen Punkten.

### Verkaufszahlen
Bis Januar 2015 wurde das Spiel auf allen Plattformen insgesamt über 400.000 Mal verkauft, wobei über 80 % der Verkäufe durch die Nintendo-3DS-Version zustande kamen. Die Gunman Clive HD Collection wurde bis Januar 2016 rund 9000 Mal verkauft.

## In den Medien
Gunman Clive, Ms. Johnson und eine Ente mit dem Design aus Gunman Clive tauchen als spielbare Charaktere in dem Action-Rollenspiel Drancia Saga für den Nintendo 3DS auf.

## Trivia
Drückt man im Titelbildschirm des Spiels die Feuertaste, so feuert Gunman Clive einen Schuss ab. Dieses Easter Egg funktioniert auch in der Gunman Clive HD Collection.